# Lothar Vollmer
Lothar Vollmer (* 8. August 1936 in Detmold; † 7. September 2023 in Stuttgart) war ein deutscher Rechtswissenschaftler und Hochschullehrer an der Universität Hohenheim.

## Leben und Wirken
Vollmer legte 1956 die Reifeprüfung am Leopoldinum in Detmold ab und studierte Rechtswissenschaften an den Universitäten in Münster, Kiel und Berlin. Die erste Juristische Staatsprüfung absolvierte er 1960 in Hamm , die 2. Juristische Staatsprüfung 1965 in Düsseldorf.
Die Promotion zum Dr. jur. erfolgte 1969 und die Habilitation für das Lehrgebiet Bürgerliches Recht, Arbeits- und Wirtschaftsrecht und Zivilprozessrecht an der Universität Münster 1976. Danach wurde er Hochschullehrer an der FU Berlin und nahm 1980 den Ruf an die Universität Hohenheim an. Dort war er Professor für Bürgerliches Recht, Handels-, Wirtschafts- und Agrarrecht und Leiter des Instituts für Rechtswissenschaft, 1980 – 2001. 

## Hauptforschungsgebiete
- Beiträge in Gesellschaftsrecht; Wirtschaftsrecht; Arbeitsrecht, Agrarrecht
- Satzungsmäßige Schiedsklauseln. Bad Homburg 1970
- Entwicklung partnerschaftlicher Unternehmensverfassungen. Köln 1976
- Preisbindungen bei kooperativem Warenabsatz. Köln 1986
- Die Kapitalistische Genossenschaft. Berlin 1995
- UBGG – Unternehmensbeteiligungsgesellschaften. Berlin 2005